# Ламингтон (вулкан)
Ламингтон (англ. Lamington) — действующий вулкан в Новой Гвинее.
Расположен в провинции Оро (Северная провинция). Кратер вулкана находится на высоте 1680 метров.
21 января 1951 года произошло извержение вулкана — погибли 2942 человек. Взрыв услышали на побережье Новой Британии — за 320 км. Туча пепла поднялась за 20 мин на высоту 15 км.
Популярный туристический объект в стране. На его склонах гнездятся тысячи птиц.